# Od zrna do slike
Od zrna do slike je dugometražni dokumentarni film hrvatskog redatelja Branka Ištvančića. Film je snimljen u koprodukciji između Hrvatske i Srbije između Olimp produkcije, Hrvatske radiotelevizije i Atalante, a u suradnji sa Zavodom za kulturu vojvođanskih Hrvata i HKPD «Matija Gubec» iz Tavankuta. Projekt je nastao uz financijsku potporu Grada Zagreba, Pokrajinskog sekretarijata za kulturu i obrazovanje AP Vojvodine i Hrvatskog audiovizualnog centra.
Film govori o bačkim Hrvaticama, naivnim umjetnicama u tehnici slame, "koje su svoj idealni medij pronašle u slami iz koje su stvarale slike, skulpture i različite predmete" te o svezi njihove svakodnevnice i umjetničkog izražaja. U širem smislu film govori o zajednici koja je jedna od zadnjih osebujnih oaza naivne umjetnosti panonske ravnice, o kulturi i izričaju hrvatske nacionalne manjine u Vojvodini. Govori o njihovom položaju kao pripadnicama hrvatske manjine u Srbiji, kako uspijevaju opstati, ublažiti si tešku svakidašnjicu, očuvati hrvatski kulturni i nacionalni identitet te opasnosti koje ugrožavaju socijalni i nacionalni opstanak njihove zajednice, s obzirom na to da se raspala bivša zajednička država Jugoslavija, a država u kojoj žive ih marginalizira i ignorira kao i država njihovog naroda, Hrvatska, te je tako zajednica prepuštena sama sebi i svojim oskudnim i ograničenim resursima.
Protagonisti filma su:
- Ana Milodanović, poznata slamarka
- Jozefa Skenderović, poznata slamarka
- Bela Duranci, povjesničar umjetnosti
- Andrija Kopilović, svećenik
- Naco Zelić, publicist
- Ivo Škrabalo, hrvatski filmski kritičar, povjesničar i redatelj

Filmaški je naglasak na kompoziciji kadra, puninu kadra sadržajem i značenjem, njegovu kolorističku autentičnost i likovnost te na same "divojačke" slike, poručujući jasno:" život i umjetnost ovdje nisu odijeljeni već čine jedan život".
Premijerno je prikazan na festivalu ZagrebDox 2012. godine u Zagrebu uz prisustvo ministrice kulture RH Andree Zlatar Violić, a potom u Tavankutu ljeta 2012. tijekom Kolonije slamarki.
Hrvatske umjetnice na sjeveru Vojvodine, tzv. slamarke, nešto su poput zaboravljena čuda. Pletući slamu na lijep i poetski način opisuju svoj teški usamljenički život na malenom imanju - salašu s kućom usred beskrajne, zlatne Panonske ravni s nekoliko stabala i neizostavnim bunarom. Vrlo česti motivi malene su katoličke crkve i kršćanski simboli, ali i mnogobrojni svjetovni motivi. Na međunarodnoj izložbi naivne umjetnosti u Moskvi 1976. godine Ana Milodanović osvojila je zlatnu medalju za svoj rad od pletene slame, a Kata Rogić imala je izuzetnu čast darovati svoj rad papi Pavlu VI. u Vatikanu.
Dokumentarni film Od zrna do slike istražuje kulturu i umjetnički izričaj hrvatske nacionalne manjine u Vojvodini. Fokus filma je na slamarkama, bačkim narodnim umjetnicama koje su svoj idealni medij pronašle u slami iz koje su stvarale slike, skulpture i različite predmete. Film oslikava povezanost njihove svakodnevice i umjetničkog izričaja, njihov specifični socijalni i nacionalni položaj, a protagonosti filma su istaknute slamarke Ana Milodanović i Jozefa Skenderović, povjesničar umjetnosti Bela Duranci, svećenik Andrija Kopilović te publicist Naco Zelić.
Kroz niz razgovora i autentičnih snimki, film ukazuje na osmaljenost pripadnika hrvatske zajednice u Vojvodini i potiče potrebu obnavljanja ove vještine i kulturne baštine koja postupno nestaje. Jedan od protagonista Ištvančićeva filma je i Ivo Škrabalo, nedavno preminuli hrvatski filmski kritičar, povjesničar i redatelj, koji je 1971. godine na istu temu snimio istaknuti dokumentarac Slamarke divojke, po nekima i jedan od najboljih hrvatskih dokumentarnih filmova.
Autor filma Branko Ištvančić, redatelj igranih (Duh u močvari, 2006.) i nagrađivanih dokumentarnih filmova (Plašitelj komorana, 1998.), koji je inače i sam rodom iz Subotice gdje se odvija značajan dio filma, veliku je pozornost usmjerio na poetsku atmosferu i vizualno. Poseban naglasak stavljen je na kompoziciju kadra, njegovu puninu sadržajem i značenjem, kolorističku autentičnost i likovnost, baš kao i na same divojačke slike. Poruka je jasna: život i umjetnost ovdje nisu odijeljeni već čine jedan život.
Stručni suradnici na snimanju filma bili su: Silvio Mirošničenko, Vladimir Perović, Ljubica Vuković-Dulić, Zlatko Romić i Tomislav Žigmanov.

## Nagrade i festivali
- Zagrebdox, 2012. (regionalna konkurencija)
- Nagrada publike, Fibula, Sisak 2012.
- Grand Prix za najbolji film i Nagrada za najbolju režiju na festivalu vjerskih filmova, Trsat, 2013., Pobjednik 4. Festivala hrvatskih vjerskih filmova 2013. godine[3]
- Fingal film festival, Dublin, Irska 2013. (službena selekcija)
- Gold Camera - nagrada za najbolji dokumentarni film, US International Film & Video festival, Los Angeles, USA 2013.
- Grand Prix - nagrada za najbolji film, Međunarodni festival etnografskog filma, Zlatna, Rumunjska 2013.
- Međunarodni TV festival, Bar, Crna Gora, 2013., (službena selekcija)
- Ischia Film Festival Italija (službena selekcija) 2013.
- Prix Jury (Specijalna nagrada žirija) Arts&film međunarodni festival Telč Češka 2013.
- Nagrada Liliane Stewart, Međunarodni festival filmova o umjetnosti (FIFA), Montreal, 2014.
- LIFE AFTER OIL - IX Sardinia Film Festival (službena selekcija) 2014.
- IFFEST Document.Art, Bukurešt, Rumunjska, (službena selekcija) 2014.
- Nagrada za najbolji film u kategorji filmova o umjetnosti, IFFEST Document.Art, Bukurešt, Rumunjska, 2014.
- International Festival of Fine Arts in Szolnok, Mađarska, 2014.

## Vanjske poveznice
- Radio Subotica na hrvatskom  Arhivirana inačica izvorne stranice od 4. ožujka 2021. (Wayback Machine) Siniša Jurić: Od zrna do filmskoga platna zahvaljujući Branku Ištvančiću, 8. listopada 2012.